# 前田健治
前田 健治（まえだ けんじ、1939年（昭和14年）9月29日 - 2006年（平成18年）6月16日）は、日本の警察官僚。警視総監。

## 経歴
東京府出身。東京大学経済学部を卒業して三菱銀行に勤務した後、卒業した経済学部の別の科に学士入学。1965年、警察庁に入庁し警視庁刑事部捜査第二課に配属された。
1970年、長崎県警察本部刑事部捜査第二課長に就任。以後、北海道警察本部刑事部捜査第二課長、神奈川県警察本部刑事部捜査第二課長、警察大学校教授、大阪府警察本部警備部外事課長、在大韓民国日本国大使館一等書記官、公安調査庁調査第一部第三課長、警察庁警備局調査課長、青森県警察本部長などを歴任。
1988年7月、宮内庁長官官房総務課長に就任。昭和天皇の闘病及び崩御に至るまでの一連の動静について記者会見の責任者を務め、その後の明仁天皇の即位に際しては儀式終了までの期間、報道機関の対応を行った。
1991年、警視庁公安部長に転任。以後、同警務部長、同副総監、大阪府警察本部長、警察庁長官官房長などを歴任。1996年12月、警視総監に就任し1999年8月まで在任した。この間、全日空61便ハイジャック事件、長銀事件などの指揮を行うも、1997年、城東署覚醒剤所持捏造事件により国家公安委員会から戒告処分を受けた。
退官後、自動車安全運転センター理事長などを務めた。
2001年4月にSCIP JAPAN代表に、2002年5月にはアルゼ（パチンコ・パチスロ機製造メーカー、現・ユニバーサルエンターテインメント）の人材育成担当顧問に就任。
2006年6月16日、前立腺がんのため、東京都千代田区の病院で死去。享年66。